# Чорні кльоцки
Чорні кльоцки (пол. kluski polskie, tarte, szare, żelazne) – вид кльоцок із сирої та відвареної картоплі, сформовані у дуже приплюснуті кульки з заглибленням, відварені в підсоленій киплячій воді. Вони є типовою стравою для кухні Верхньої Сілезії. Відомі вони й в інших регіонах Польщі – звідси різноманітність регіональних назв.
Найчастіше чорні кльоцки використовують як додаток до м’яса і соусів, але можуть бути і самостійною стравою. Також їх подають, наприклад, зі смаженим копченим беконом .

## Приготування
Готуються з відвареної і натертої сирої картоплі у співвідношенні (перед варінням і терткою) 1:1  . Іноді додається борошно. Традиційно для зливу води з тертої картоплі використовують спеціально підготовлену тканину (мішок), в яку поміщають картоплю, а потім з неї витискають воду в ємність . Після відстоювання води її обережно зливають і крохмаль, який прилип до дна посудини, додають у тісто  . Зварену частину картоплі ще гарячою продавлюють через прес .
Для отримання максимально темного кольору кльоцок використовують такі способи, як витримування натертої картоплі на кілька годин до потемніння (швидкість зміни кольору залежить від сорту картоплі) або витримування вже сформованих кльоцок на цілу добу перед варінням.

## Способи подавання
Чорні кльоцки найчастіше подають на обід разом з білими кльоцками на окремих блюдах. Їх часто заправляють розтопленим салом і шкварками. Їх також можна розігріти на сковороді, що утворить рум’яну скоринку.

## Див.також
- Сілезькі кльоцки
- Кльоцки
- Галушки
- Копитки